# Jedna si jedina
Jedna si jedina est l'ancien hymne national de la Bosnie-Herzégovine. Bien qu'il ne contienne aucune parole discriminatoire, il a été remplacé le 10 février 1998 par l'Intermeco, car il a été jugé qu'il excluait les Serbes et les Croates.
La musique est inspirée d'une musique traditionnelle bosniaque, S one strane plive (« Sur la lointaine rive de la rivière Pliva ») et les paroles ont été écrites par le chanteur et parolier populaire Edin Dervišhalidović, plus connu sous le nom de Dino Merlin. Jedna si jedina est adopté comme hymne national en novembre 1992, quelques mois après l'indépendance en mars 1992. Un nouvel hymne national, Državna himna Bosne i Hercegovine (Hymne national de la Bosnie-Herzégovine) ou Intermeco est adopté en février 1998. Il reste aujourd'hui pour beaucoup de Bosniaques le « véritable » hymne national du pays et est chanté lors des représentations sportives des équipes nationales bosniennes au détriment de l'hymne actuel, trop impopulaire.

## Paroles
| Paroles officielles (bs) | Traduction en français |
| --- | --- |
| Zemljo tisućljetna Na vjernost ti se kunem Od mora do Save Od Drine do Une Refren : Jedna si jedina moja domovina Jedna si jedina Bosna i Hercegovina Bog nek' te sačuva Za pokoljenja nova Zemljo mojih snova Mojih pradjedova Refren Teško onoj ruci Koja ti zaprijeti Sinovi i kćeri Za te će umrijeti Refren | Terre millénaire Je jure ma loyauté envers toi de la mer jusqu'à la Save de la Drina jusqu'à l'Una Refrain : La seule, l'unique ma patrie La seule, l'unique Bosnie-Herzégovine Que Dieu te préserve Pour les générations à venir Terre de mes rêves Terre de mes ancêtres Refrain Dur sur cette main Qui te menace Fils et filles Ils mourront pour toi Refrain |